# Flums
Flums je obec ve švýcarském kantonu St. Gallen. Nachází se na jihovýchodě kantonu, nedaleko jezera Walensee. Žije zde přibližně 4 900 obyvatel.

## Geografie
Flums zahrnuje údolí Schilstal až k jihozápadní hranici s kantonem Glarus, část roviny, kterou protéká říčka Seez, údolí Seeztal a západní svah masivu Alvier. Flums je známý především díky lyžařské a turistické oblasti Flumserberg; ta se nachází také v obci Quarten.

## Historie

Letecký pohled z roku 1919

Zbytky staveb, střepy a mince pod kostelem svatého Justa ukazují na římské osídlení. Stopy římské cesty byly objeveny na takzvaném Heiligenbungertu. První zmínka o sídle Flumini pochází z roku 765, kdy biskup Tello z Churu ve své závěti vyhradil Flumini čtvrtý díl tzv. Fronhofu. V Churrätisches Reichsgutsurbar kolem roku 850 je Flums zmiňován s křtitelnicí a statky v královském držení. V roce 881 vyměnil Karel III. Tlustý Flums, ležící v Dolní Říši, s churským biskupem Ruodhariusem za zboží v Alsasku. Jako biskupský majetek byl Flums spravován rychtářem; jako první se kolem roku 1200 objevuje Sifrid z Flumsu. V pozdním středověku několikrát churští biskupové zastavili a vykoupili panství Flums s hradem Gräpplang, poprvé zmiňovaným v roce 1249. V roce 1528 získal tvrz za 2400 zlatých Ludvík Tschudi mladší. V držení rodu Tschudi zůstala až do roku 1767. V roce 1804 byla prodána k demolici, od roku 1923 patří zřícenina obci Flums.

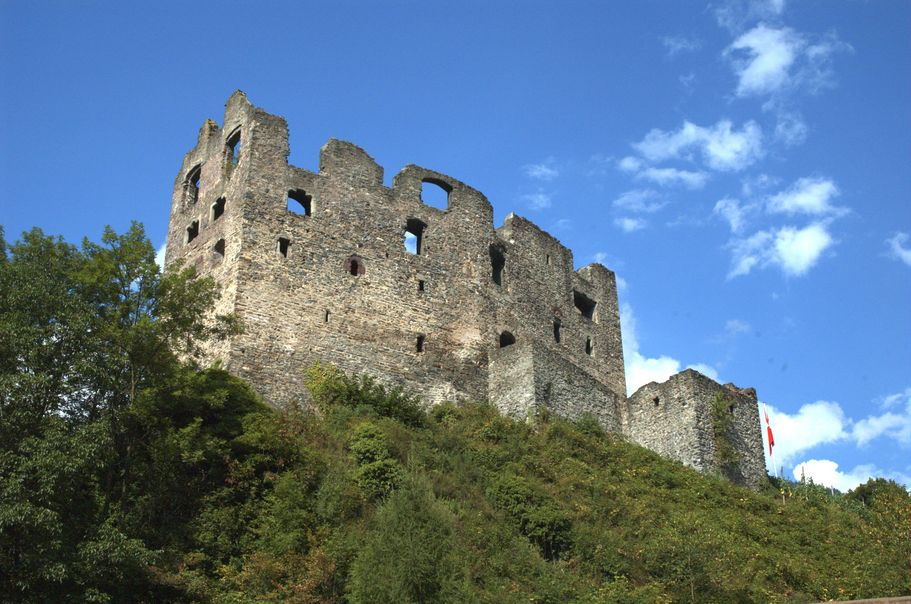
Zřícenina hradu Gräpplang

Před reformací byla ve Flumsu jedna farnost a dvě kaplanství; kolaturu držel příslušný pán z Gräpplangu. V roce 1529 byla ve Flumsu z iniciativy Martina Mannharta zavedena reformace; působil zde protestantský farář z Glarusu, Fridolin Brunner. O rok později získali starousedlíci pod vedením hofmistra Aegidia Tschudiho opět většinu. V roce 1714 se osady Berschis a Tscherlach církevně oddělily od Flumsu a vytvořily vlastní farnost. Nejstarším kostelem je bývalý farní kostel svatého Justa, pod jehož pozdně gotickým chórem se nacházejí zbytky raně karolinského kostelního komplexu. V letech 1861–1863 byl postaven současný farní kostel svatého Vavřince. Nejstarší kaplí je románská kaple svatého Jakuba v Gräpplangu s nejstarší románskou vitráží ve Švýcarsku z doby kolem roku 1180. Kruhové okno s vyobrazením Madony s dítětem je od roku 1889 vystaveno v curyšském Národním muzeu; fresky pocházejí z doby kolem roku 1300.

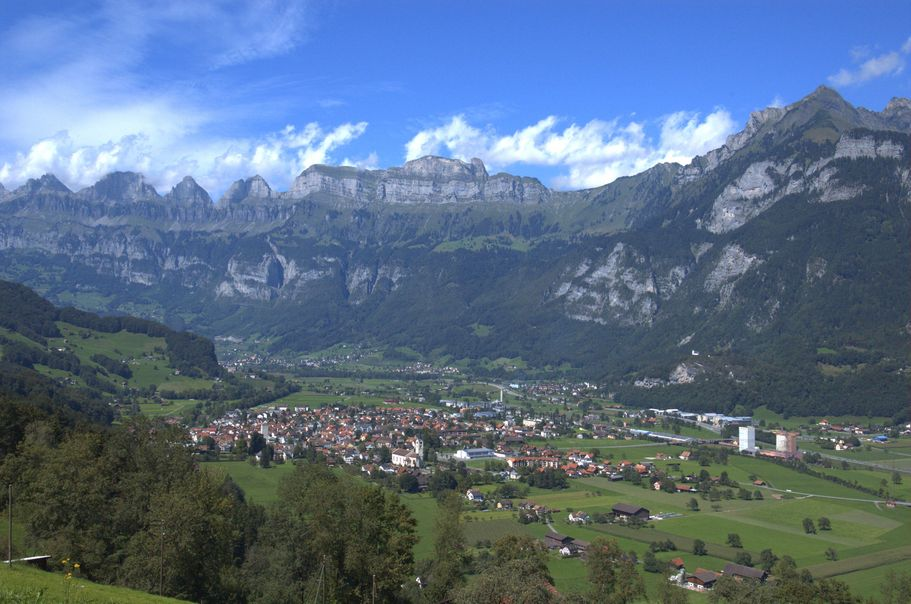
Flums s masiven Churfirsten v pozadí

V roce 1798 se Flums stal součástí okresu Mels v kantonu Linth a v roce 1803 kantonu St. Gallen; dřívější okrsky Berschis a Tscherlach byly připojeny k obci Walenstadt. V roce 1819 byly založeny místní korporace s rozdělením pastvin a lesů a v roce 1832 vznikly tři samostatné místní části. Střední škola ve Flumsu existuje od roku 1895; od roku 1900 sídlí ve Flums-Berschis a v roce 1984 byla přeměněna na vyšší střední školu.
Flums má dosud velký vliv zemědělství (chov dobytka, výroba mléka, vysokohorská turistika). V letech 1400 až 1700 hrála obec významnou roli při tavbě železné rudy z nedalekého dolu Gonzen. Kvůli úbytku lesních porostů byla poté tavba železa přesunuta do osady Plons v obci Mels. Od roku 1850 se pomalu dostavil hospodářský vzestup a industrializace, kterému napomohlo napojení na železniční trať Curych–Chur v roce 1859 a využití vodní síly řeky Schils. V roce 1866 založili bratři Heinrich a Johann Spoerryovi přádelnu bavlny, která byla ještě kolem roku 2000 nejvýznamnějším výrobním podnikem v obci. V roce 1900 postavila firma Spoerry také továrnu na karbid. Ve 20. století se Flums a okolní pohoří rozvíjely jako lázeňská, lyžařská a turistická oblast. Dnes je cestovní ruch vedle zemědělství, průmyslu a obchodu důležitým zdrojem příjmů.

## Obyvatelstvo

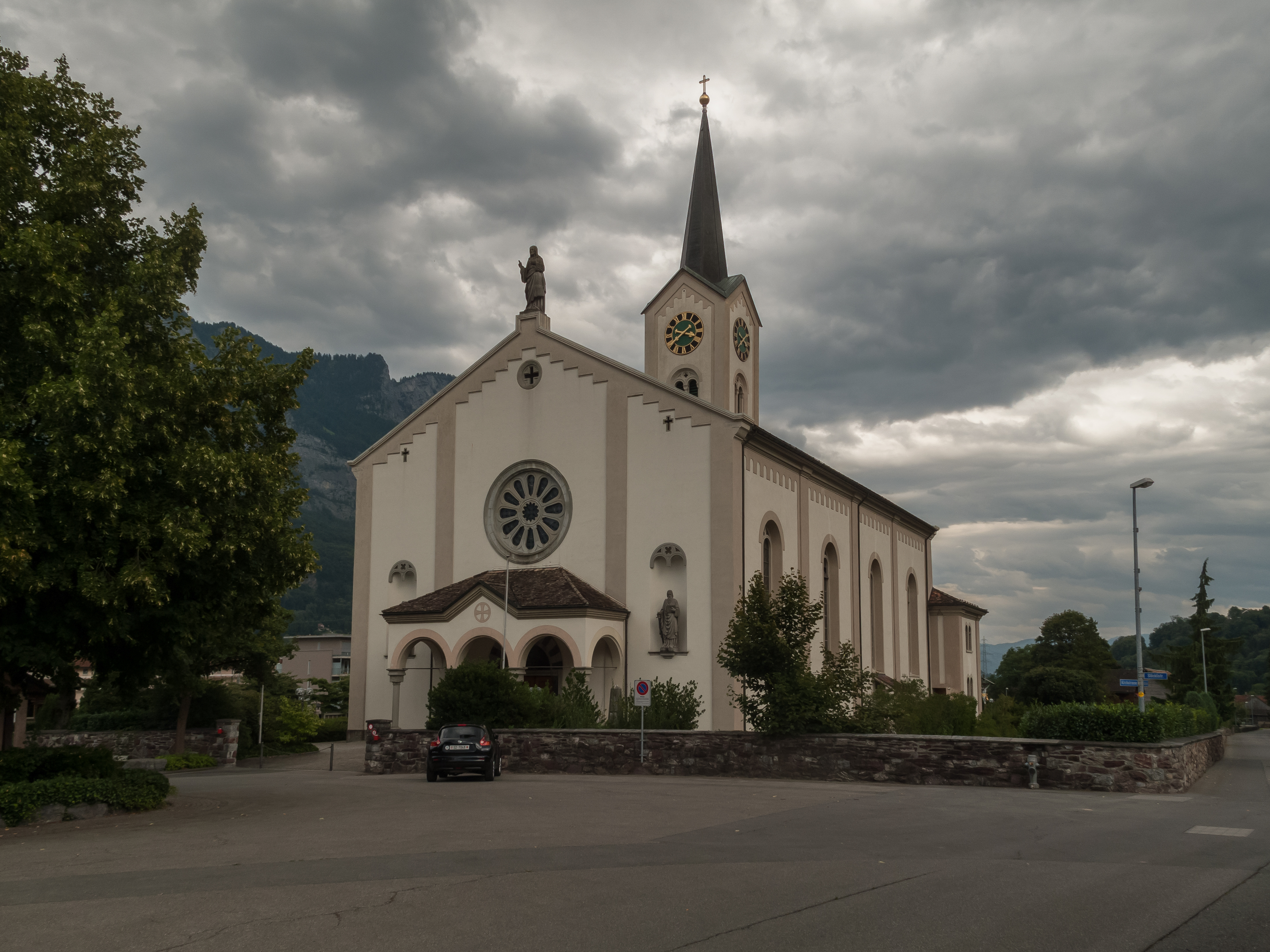
Katolický kostel ve Flumsu

| Vývoj počtu obyvatel | Vývoj počtu obyvatel | Vývoj počtu obyvatel | Vývoj počtu obyvatel | Vývoj počtu obyvatel | Vývoj počtu obyvatel | Vývoj počtu obyvatel | Vývoj počtu obyvatel | Vývoj počtu obyvatel | Vývoj počtu obyvatel |
| -------------------- | -------------------- | -------------------- | -------------------- | -------------------- | -------------------- | -------------------- | -------------------- | -------------------- | -------------------- |
| Rok                  | 1739                 | 1850                 | 1900                 | 1950                 | 1970                 | 2000                 | 2010                 | 2020                 |                      |
| Počet obyvatel       | 1864                 | 2577                 | 3567                 | 4833                 | 4474                 | 4882                 | 4812                 | 4964                 |                      |

## Hospodářství
Flums zažil na počátku 20. století průmyslový rozmach. To vedlo k založení mnoha továren, včetně známé švýcarské přádelny Spoerry & Co. AG, která jako jedna z posledních švýcarských přádelen ukončila činnost na konci ledna 2009.
V roce 1970 založil inženýr Rudolf Amberg se společníky experimentální galerii Hagerbach. Na úpatí hory Eichbuel v masivu Flums Hochwiese byla v tvrdém a houževnatém křemičitém vápenci vyhloubena více než pět kilometrů dlouhá štola, která se od té doby stala největším soukromým podzemním výzkumným zařízením v Evropě. Probíhají zde různé technické výzkumy a vývoj.
Obec má velký podíl na pohoří Flumserberge, které je v zimě i v létě oblíbenou turistickou atrakcí. Kromě pěších túr je zde také rozsáhlá síť sedačkových a kabinkových lanovek. Jednou z pamětihodností je majestátní zřícenina hradu Gräpplang.

## Doprava

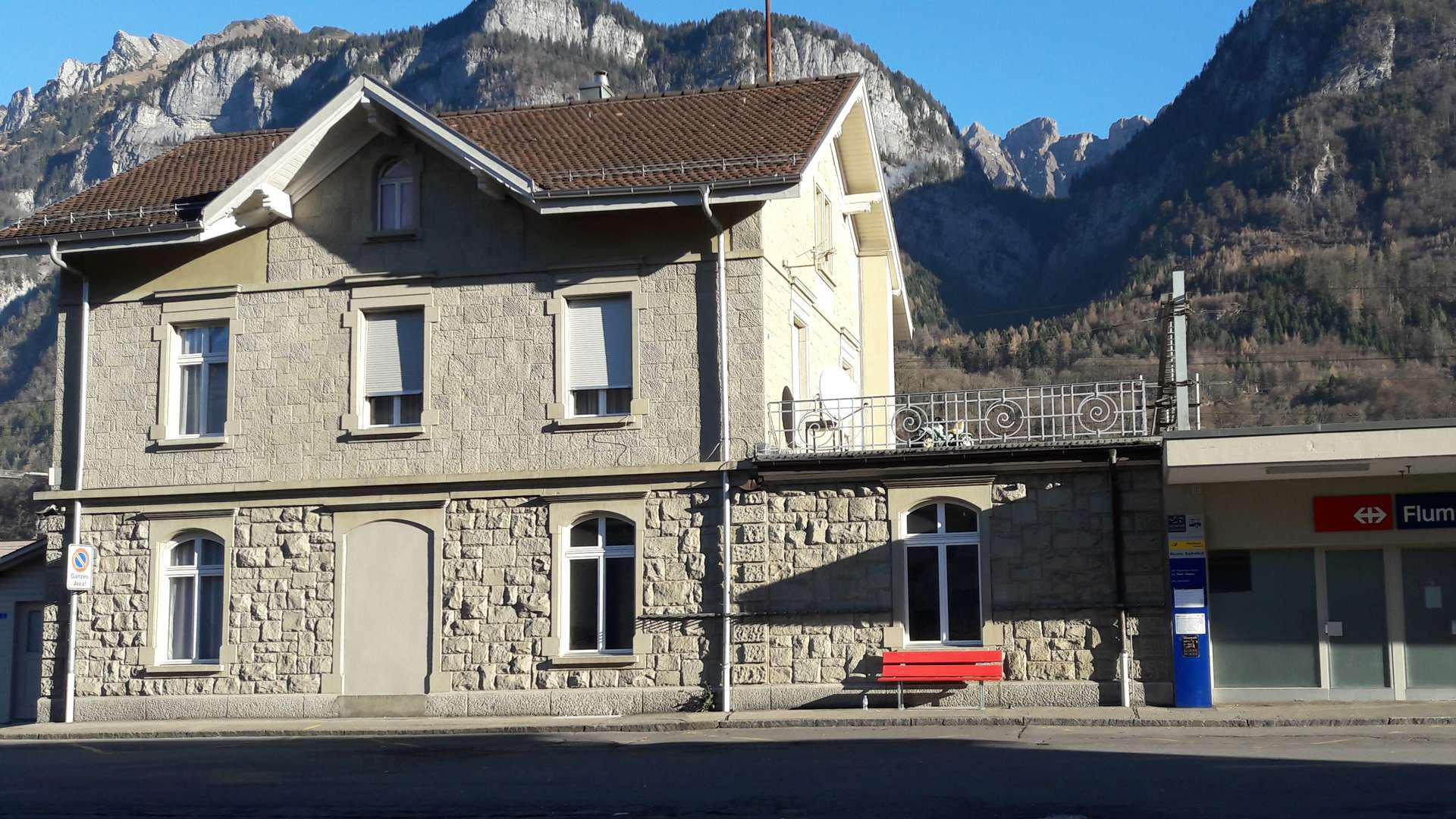
Železniční stanice Flums

Flums má dobré dopravní spojení. Kromě napojení na dálnici A3 jsou zde hlavní silnice vedoucí do hor a napojené na silnici Walenseestrasse.
Kromě toho je zde rozvinutá síť autobusové dopravy. Jedna autobusová linka vede do Walenstadtu. Další autobusová linka spojuje železniční uzel Sargans přes Flums s rekreačním střediskem Flumserberg.
Železniční trať Sargans–Ziegelbrücke, vedoucí mimo město, má ve Flumsu stanici. Kromě linky S4 S-Bahn St. Gallen zde ve večerních hodinách zastavuje také RegioExpress Curych–Chur.

## Osobnosti
- Marie-Theres Nadigová (* 1954), švýcarská alpská lyžařka